# Paronychia przewalskii
Paronychia przewalskii är en nejlikväxtart som först beskrevs av Aleksandr Andrejevitj Bunge och Carl Maximowicz, och fick sitt nu gällande namn av Otto Rohweder, Urmi-könig. Paronychia przewalskii ingår i släktet prasselörter, och familjen nejlikväxter. Inga underarter finns listade i Catalogue of Life.